# 精靈高中
《精靈高中》（英語：Monster High）是美泰兒公司旗下的美國時尚娃娃系列，於2010年6月11日推出。角色的靈感來自怪獸電影、科幻恐怖、驚悚作品和其他各種生物。精靈高中由蓋瑞特·桑德（Garrett Sander）創作，插畫家凱莉·雷麗（Kellee Riley）與格倫·漢森繪製插圖。系列涵蓋了文具玩偶、包包、鑰匙扣、各種玩具、玩具套裝和印刷品系列等商品。
娃娃推出僅幾個月後，官方在YouTube上發表一部網路動畫影集，後續更與環球影業家庭娛樂及尼克儿童频道合作，分別推出了一系列DVD首映的電影及電視特輯。影視作品在市場上受到歡迎，帶動新娃娃持續推陳出新。2016年，美泰兒發表了重啟故事線《精靈高中歡迎您》（Welcome to Monster High），面部模具、動畫技術和歌曲等都全面翻新。
2021年2月23日，美泰兒宣布精靈高中品牌回歸，承諾來年推出新的內容和產品。其中包括新動畫影集和真人改編電影（皆定於2022年發表）。

## 另見
- 環球怪物

## 外部連結
- 官方网站